# Beşiktaş

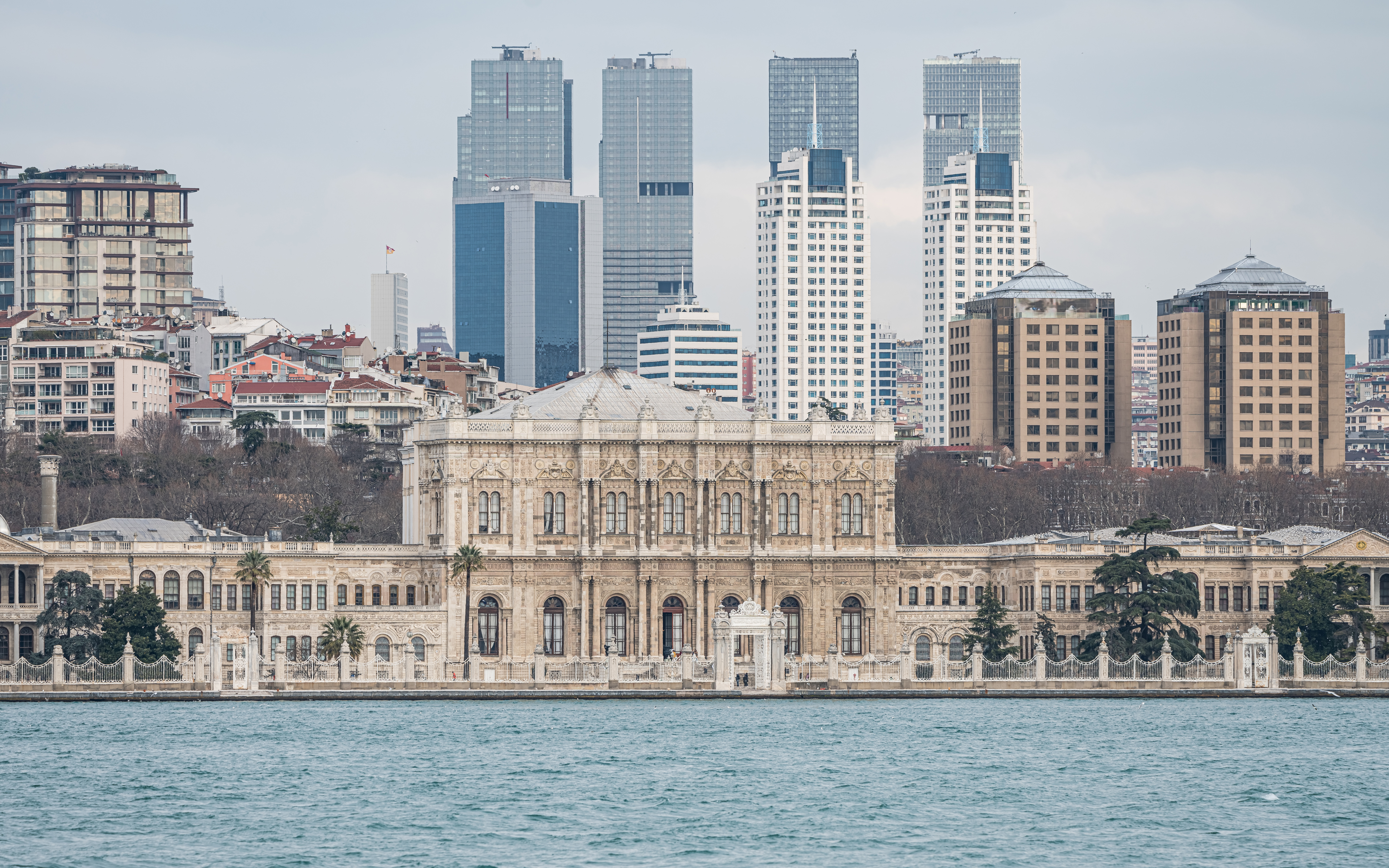
Palazzo Dolmabahçe a Beşiktaş

Beşiktaş (pronuncia [beˈʃiktaʃ], in italiano "culla di pietra") è un distretto e un comune soggetto al comune metropolitano di Istanbul. È situato nella parte europea della città, affacciato sul Bosforo.
Confina a nord con Sarıyer e Şişli, a ovest con Kağıthane e Şişli, a sud con Beyoğlu.

## Etimologia
Le parole beşik taş significano "culla di pietra" in turco.
Il nome deriverebbe dalla Chiesa bizantina di Kounopetra (in greco: culla di pietra) eretta nella zona corrispondente all'attuale distretto di Beşiktaş. La Chiesa fu costruita per custodire una pietra proveniente dalla stalla in cui nacque Gesù. Successivamente, la reliquia fu spostata in Hagia Sophia per poi scomparire durante la Quarta crociata, probabilmente per essere venduta sul mercato europeo delle reliquie.
Secondo un'altra storia invece, il nome sarebbe legato alla reliquia custodita in un'antica chiesa del quartiere dedicata a Mena d'Egitto. Si tratta di una pietra a forma di culla, portata da un chierico di ritorno da un pellegrinaggio a Gerusalemme: secondo la leggenda, la pietra sarebbe stata usata per il battesimo di Gesù.
Infine, secondo un'ultima ipotesi, il termine Beşiktaş sarebbe una forma corrotta da beş taş, ossia cinque pietre in turco, riferito alle cinque pietre usate per ormeggiare le barche al tempo di Khayr al-Din Barbarossa.

## Storia
Durante il periodo bizantino, l'area era chiamata Diplokionion che significa "doppio pilastro" in greco.
In tempi antichi, i villaggi attorno al litorale del Bosforo erano piccoli insediamenti isolati e per lo più divisi da ampie zone boschive. L'area ebbe tuttavia un ruolo importante nella mitologia greca: villaggi, come Beşiktaş, divennero luogo d'ambientazione di storie tradizionali come gli Argonauti. 
In epoca bizantina, vennero costruite a Beşiktaş molte chiese e un monastero. Inoltre, iniziò ad affermarsi l'uso di avere un palazzo estivo sulle coste del Bosforo. Gli insediamenti del Bosforo tuttavia, rimasero preda delle scorrerie dei pirati motivo per cui gran parte delle ricchezze e degli ornamenti antichi andarono persi.
Nel periodo ottomano, una volta che fu stabilito un saldo controllo della zona e delle coste del Mar Nero, la marina ottomana venne fatta attraccare nel Bosforo, garantendo così la sicurezza dei villaggi del Bosforo.
In particolare, il leggendario ammiraglio ottomano Khayr al-Dīn Barbarossa elesse la zona di Beşiktaş a propria dimora, ordinando la costruzione di un palazzo e una moschea. Da allora, l'area fu un punto stabile per l'attraversamento del Bosforo sia per l'esercito ottomano che per le carovane provenienti dall'Anatolia e dalla via della Seta.
Molti sultani turchi furono attratti da questa zona al di fuori delle mura, e vi fecero costruire residenze estive e logge di caccia. Infatti, ancora oggi è possibile trovare nel quartiere di Beşiktaş importanti monumenti ottomani. Non è un caso quindi, che Beşiktaş fu teatro di alcuni dei più importanti eventi storici turchi come il colpo di stato del 1876 che vide la caduta del Sultano Abdul Aziz al Palazzo di Dolmabahçe, l'annuncio della fondazione del Parlamento Ottomano nel 1908 e la deposizione di Abdul Hamid II al Palazzo di Yıldız.
A seguito della creazione della Repubblica turca nel 1923, la famiglia regnante ottomana fu deportata e i loro palazzi lungo la costa furono riassegnati: alcuni ospitarono ministri del nuovo governo, altri vennero adibiti a edifici scolastici mentre altri ancora vennero rasi al suolo.
In Beşiktaş si sono verificati due attentati terroristici: il primo, il 10 dicembre 2016, allo stadio Vodafone Arena, il secondo nella rinomata discoteca Reina nella notte di Capodanno del 2017.

## Monumenti e luoghi d'interesse
Beşiktaş presenta numerosi luoghi di interesse storico e culturale tra i quali il palazzo di Dolmabahçe nella sua zona meridionale e Bebek nella sua zona settentrionale. Tra i quartieri di Beşiktaş che non si affacciano sul mare troviamo Levent ed Etiler, sobborghi residenziali e  benestanti. Altri quartieri importanti sono Yıldız, Kuruçeşme, Ortaköy, e Arnavutköy.
Uno dei luoghi di maggior interesse oggi, è la casa di Zübeyde Hanım, madre del fondatore della Repubblica Turca, Mustafa Kemal Atatürk. Importante è anche il Museo navale, dedicato alla marina ottomana.

## Amministrazione

### Gemellaggi
- Erlangen, Baviera, Germania, dal 2004.
- Brooklyn, New York, NY, USA, dal 2005.